# Un amore perfetto o quasi
Un amore perfetto o quasi è un film statunitense del 1979 diretto da Michael Ritchie, con Keith Carradine e  Monica Vitti.

## Trama
Durante il Festival di Cannes, la moglie italiana di un grande produttore statunitense intreccia una relazione con un giovane regista in cerca di fortuna. Romantica e un po' sognatrice, essendo insoddisfatta del rapporto con l'indaffarato marito, la donna si abbandona alla passione che, inaspettatamente, si trasformerà in amore vero.